# Recep Tayyip Erdoğan
Recep Tayyip Erdoğan (n. 26 februarie 1954, Istanbul, Turcia) este al 12-lea președinte al Turciei, fost prim-ministru al Turciei între 2003 și 2014 și fost președinte al Partidului Justiției și Dezvoltării (Adalet ve Kalkınma Partisi), abreviat AKP. În trecut a mai ocupat și funcția supremă la primăria generală din Istanbul când a candidat din partea partidului Prosperității (Refah Partisi ce îl avea ca președinte pe controversatul Necmettin Erbakan).
Provenind dintr-o familie profund religioasă, acesta se descrie drept un conservator-democrat, promovând măsuri social-conservatoare și populiste.

## Biografie
Erdoğan s-a născut în cartierul Kasîmpașa din Istanbul, Turcia dupa ce s-a mutat familia lui din Rize. La 11 august 2004 într-o vizită pe care o face în Georgia, Erdogan afirma: „și eu sunt georgian, familia mea a emigrat din Batum la Rize și era o familie georgiană”. De asemenea, în 2007 într-o emisiune de la postul TV NTV, Erdogan afirma, însă că este turc. Erdoğan provine dintr-o mare familie musulmană, care este stabilită în jurul orașului Trabzon. Erdoğan și-a petrecut prima parte a copilăriei la Rize, unde tatăl său lucra în cadrul Gărzii de Coastă turcești. Familia sa a revenit la Istanbul când Erdoğan avea 13 ani. Ca adolescent, a fost nevoit să vândă pe străzile din Istanbul limonadă și covrigi cu susan pentru a câștiga un ban în plus. A făcut liceul de predicători musulmani (Istanbul Imama hatip lisesi) pe care l-a absolvit în 1973.
Primele clase de școală le-a urmat la școala Piyale Pașa. După absolvirea școlii religioase în 1973 (în limba turcă Imam hatip okulu) a studiat managementul la Universitatea Marmara, în cadrul Facultății de Economie și Științe Administrative.
În 1969, la vârsta de 15 ani, jucând fotbal, a obținut 1.000 de lire în urma transferului la clubul Camialtı Spor, devenind fotbalist profesionist, ulterior transferându-se la clubul de fotbal Istanbul Elektrik Tramvay ve Tünel (IETT). În 1976 Erdoğan a devenit campion în cadrul acestui club, când au câștigat trofeul. A continuat fotbalul la echipa Erokspor. Astăzi stadionul din Kasimpasa unde a activat și ca fotbalist îi poartă numele.
După lovitura de stat militară din 12 septembrie 1980, Erdoğan a decis să se ocupe de politică.
În 1977 a cunoscut-o pe Emine Gulbaran (născută în 1955 în Siirt) și la 4 iulie 1979 s-a căsătorit cu ea. Au doi fii (Ahmet Burak și Necmetin Bilal) și două fiice (Esra și Sümeyye).

## Activitatea politică
În anii studenției a făcut parte din Uniunea Națională a Studenților Turci (Milli Türk Talebe Birliği). În 1976 a fost ales președinte al aripii de tineret a Partidului Salvării Naționale.
Începând cu anul 1983 partidele politice din Turcia își reiau activitatea întreruptă de către lovitura militară din 12 sept 1980 astfel că Erdogan este ales președinte de partid în cartierul Beyoglu aflată în aripa europeană a Istanbulului. La alegerile din 1986 a fost pe lista candidaților pentru a fi ales deputat în Parlamentul turc.
În anul 1999 a făcut închisoare, fiind acuzat că aduce atingere secularismului. În anul 2002 a înființat partidul AKP, urmașul partidului islamist Fazilet (Partidul Virtuții). Erdogan și-a proclamat atunci public ruptura cu trecutul său islamist, spunând că noul partid nu are la bază religia.

### Primar al Istanbulului în 1994
A fost ales primar al Istanbulului la 27 martie 1994 obținând 25,19% din voturi. I-au fost deschise în această perioadă de către tribunal 18 dosare, unul din aceste dosare poarta numele de AKBIL (BILET INTELIGENT). Erdoğan a lucrat  la dezvoltarea infrastructurii, construcția de baraje și instalațiile de desalinizare pentru a furniza apă potabilă sănătoasă pentru oamenii din Istanbul, precum și dezvoltarea de sisteme de transport în oraș. A mărit salariile și calitatea de îngrijire a sănătății și cele sociale.

### Perioada Detenției
La 6 decembrie 1997 într-un discurs în aer liber pe care l-a avut în orașul Siirt a recitat o strofă din poezia lui Ziya Gokalp pe care acesta din urmă o scrisese pentru soldații turci ce luptau în Războiul Balcanic din 1912 și care se intitula Rugăciunea soldatului. În cadrul discursului Erdogan a precizat faptul că poezia aparține lui Gokalp.
Minaretele sunt baionetele noastre, cupolele lor coifurile noastre,
Moscheile sunt cazărmile noastre și credincioșii, soldații noștri
Această armată divină îmi așteaptă religia
Allah e mare, Allah e mare.
Procurorul Vural savas e cel care s-a ocupat de acest dosar, el fiind cel care a vizionat imaginile de la Siirt cerând închiderea Partidului Prosperitatii.

### Prim ministru al Turciei 2003-2014
A restaurat numele originale în Limba kurdă ale orașelor și satelor cu populația majoritară kurda, și a permis oficial descurgere Khutba "lecția dupa rugăciune de vineri" dupa ce a fost interzisă.